# Aetheolaena hypoleuca
Aetheolaena hypoleuca là một loài thực vật có hoa thuộc họ Asteraceae.
Nó chỉ được tìm thấy ở Ecuador.
Môi trường sống tự nhiên của chúng là đồng cỏ nhiệt đới hoặc cận nhiệt đới vùng đất cao.
Nó bị đe dọa do mất môi trường sống.